# Fugaku Uchiha
Fugaku Uchiha este un personaj din seria anime și manga Naruto. 
Fugaku Uchiha este tatăl lui Sasuke și Itachi.Acesta este căsătorit

## Jutsu
- Sharingan
- Stilul Foc: Tehnica sferei de foc
- Mangekyō Sharingan